# Amber Hagerman
Pour les articles homonymes, voir Hagerman.
Amber Renee Hagerman, née le 25 novembre 1986 à Arlington (Texas) et morte le 17 janvier 1996 dans sa ville natale, est une Américaine enlevée le 13 janvier 1996 et retrouvée morte quatre jours plus tard. Son meurtre n'a pas été élucidé à ce jour et a fait naître l'Alerte AMBER en 1996.

## Biographie

### L’enlèvement
Le samedi 13 janvier 1996, Amber fait du vélo avec son frère Ricky près de la maison de leur grand-mère à Arlington, dans le Texas (États-Unis), quand des cris perçants interpellent les voisins.
Un voisin dit avoir vu un homme enlever la fillette et l'avoir jetée sur la banquette de sa camionnette avant de s'enfuir à toute allure.

### Les recherches
La police d'Arlington mène l'enquête et interroge toute personne qui pourrait faire progresser les recherches rapidement. Un voisin décrit l'homme comme « un homme blanc ou hispanique, conduisant un camion de collecte noir ».
La police d'Arlington et le FBI interrogent d'autres voisins et  recherchent le suspect et le véhicule. La radio locale et les chaînes de télévision couvrent l'histoire dans leurs bulletins d'informations réguliers.

### 17 janvier 1996
Le corps sans vie d'Amber est découvert par un passant dans un fossé à quelques kilomètres de la maison de sa grand-mère, nue à part une chaussette blanche. Elle est autour d'un rocher et la tête dans la rivière. Elle a été égorgée.
Le meurtrier d'Amber reste introuvable à ce jour et l'enquête demeure non élucidée.
L'Alerte AMBER est né des suites de l'enlèvement et du meurtre Hagerman. Il a pour but de diffuser à la radio, à la télévision, dans les gares, sur les autoroutes et sur de nombreuses autres plateformes médiatiques un avis de recherche à la suite de la disparition d'un enfant, signalé à la police.
Le système d'Alerte AMBER a été mis en place au Québec en avril 2003 ; en France — rebaptisé Alerte enlèvement —, il a été testé le 20 novembre 2005 après l'enlèvement d'Aurélia, 6 ans.